# 明日の君がもっと好き
『明日の君がもっと好き』（あしたのきみがもっとすき）は、2018年1月20日から3月10日まで、毎週土曜日23時5分から23時59分のテレビ朝日系「土曜ナイトドラマ」枠で放送した日本のテレビドラマ。人生に一度だけの大切な恋をテーマに描く、濃密なヒューマンラブストーリー。

## あらすじ
恋愛に冷めた男女が“運命の出逢い”に翻弄される、究極のラブストーリー！ ♂恋に冷めている植物系男子の造園デザイナー・松尾亮(市原隼人)、 ♀ダメ男とばかり関係を持ち、恋をあきらめかけている30代秘書・里川茜(伊藤歩)、 ♂人懐っこいキャラとは正反対のウラの顔を持つ新社会人の男・城崎遥飛(白洲迅)、 ♀自身の性的アイデンティティーに悩む丹野香(森川葵) という一癖も二癖もある4人の男女が、一筋縄ではいかない恋愛模様を繰り広げていきます。 そこに4人の恋路に首を突っ込む茜の妹・黒田梓（志田未来）も加わり、主人公たちはそれぞれヒミツを抱えながら、次に何が起こるかわからない“想定外”の恋の物語を紡いでいきます。

## キャスト

### 主要人物
松尾 亮（まつお りょう）〈29〉
演 - 市原隼人
「丹野園」に住み込みで働く、造園デザイナー。
里川 茜（さとかわ あかね）〈34〉
演 - 伊藤歩
「共実物産」の社長秘書。
丹野 香（たんの かおる）〈22〉
演 - 森川葵
「丹野園」社長・文彦の娘。昼は工事現場で働き、夜はガールズバーで接客する。
城崎 遥飛 （しろさき はるひ）〈23〉
演 - 白洲迅
「共実物産」の新入社員。
黒田 梓（くろだ あずさ）〈24〉
演 - 志田未来
茜の妹。主婦。旧姓は里川。
里川 静子（さとかわ しずこ）〈75〉
演 - 三田佳子
茜・梓の祖母。
丹野 文彦（たんの ふみひこ）〈57〉
演 - 柳葉敏郎
香の父。「丹野園」の社長。
黒田 智弘（くろだ ともひろ）〈36〉
演 - 渡辺大
梓の夫。茜の元彼。

### その他
佐伯 伝次（さえき てんじ）
演 - 綾田俊樹
「丹野園」の植木職人。
宇都 雅也（うと まさや）
演 - 大沢健
茜の元交際相手。実は不倫。
里川 清（さとかわ きよし）
演 - 品川徹
静子の夫。茜・梓の祖父。
聖 誠実（ひじり まさみ）
演 - 小松和重
タクシー運転手。
有岡 泰三（ありおか たいぞう）
演 ‐ 須永慶
「共実物産」社長。
松尾 よしき
演 - 黄川田将也
松尾 繁也
演 - ベンガル
亮の父

## スタッフ
- 脚本 - 井沢満
- 音楽プロデュース - S.E.N.S. Company
- 音楽 - 有木竜郎
- 主題歌 - PrizmaX「yours」
- 演出 - 竹園元（テレビ朝日） 、片山修（テレビ朝日）
- プロデューサー - 竹園元（テレビ朝日）、 中込卓也（テレビ朝日） 、下山潤（ジャンゴフィルム）
- 制作協力 - ジャンゴフィルム
- 制作著作 - テレビ朝日

## 放送日程
| 各話   | 放送日  | サブタイトル | ラテ欄                                                          | 演出   |
| ------ | ------- | ------------ | --------------------------------------------------------------- | ------ |
| 序章   | 1月20日 | 出逢い       | この冬最高のヒューマン・ラブストーリー開幕!                     | 竹園元 |
| 第2章  | 1月27日 | 月齢         | 衝撃ラブストーリー!秘密の禁断のキス                             | 竹園元 |
| 第3章  | 2月03日 | 影法師       | 唇に性別はない…秘密の暴露!修羅場からの…!?                       | 片山修 |
| 第4章  | 2月10日 | 告白         | 心が焼ける!涙…裸の告白!!                                        | 片山修 |
| 第5章  | 2月24日 | 聖母         | 禁断の三角関係!逆襲!赤ん坊に戻って母の胸に…!!                   | 竹園元 |
| 第6章  | 3月03日 | 忍ぶ恋       | 遂にラスト2話!嫉妬の炎に月は消えた!!それぞれが下した決断とは…!? | 片山修 |
| 最終章 | 3月10日 | 恋と愛       | 衝撃ラスト!恋は終わった…運命の相手は                            | 竹園元 |

## 関連商品

### サウンドトラック
- 有木竜郎「明日の君がもっと好き オリジナル・サウンドトラック」(2018年3月7日発売/S.E.N.S. Company/SENS-1006)